# Nehoda autobusu u Zlatých Moravců
Nehoda autobusu u Zlatých Moravců nastala 13. listopadu 2019 u obce Malanta na silnici mezi Nitrou a Zlatými Moravcemi, když okolo poledne řidič nákladního auta plného štěrku nezvládl řízení a vyjel do protisměru, kde rozpáral linkový autobus firmy Arriva, který se následně ještě převrátil. Při nehodě zemřelo 12 lidí (včetně 5 náctiletých) a dalších 19 bylo zraněno, velkou část obětí tvořili středoškoláci vracející se ze škol. Řidič nákladního auta, který přiznal vinu, byl odsouzen na osm let nepodmíněně plus k desetiletému zákazu řízení.